# King Krule
Archy Ivan Marshall, conocido como King Krule (Londres, 24 de agosto de 1994), es un cantante, rapero, compositor, productor musical y músico inglés.
Comenzó grabando música en 2010 bajo el apodo de Zoo Kid. Al año siguiente adoptó su nombre actual (King Krule). Ha publicado varios EP, y su álbum debut, 6 Feet Beneath the Moon, fue publicado en 2013, teniendo una recepción positiva de la crítica. Sacó su tercer álbum, The Ooz, el 13 de octubre de 2017.
Se considera unos de los predecesores del dream gaze junto a Mac DeMarco, aunque ya se haya apartado un poco del sonido. Su música actualmente mezcla elementos del punk jazz con hip hop, darkwave y trip hop.

## Primeros años
Archy Marshall nació en Southwark, Londres y sus padres son Rachel Howard y Adam Marshall. Durante una entrevista con The Guardian’s Marshall dijo que desde pequeño, tenía problemas de disciplina y no iba a la escuela. Durante su infancia, pasó mucho tiempo entre la casa de su padre en Peckham y la de su madre en East Dulwich; su madre era menos estricta que su padre, quien tenía muchas normas. Archy recuerda que su padre tenía que, literalmente, llevarle a la escuela o, sino, él se escondía en su habitación para saltarse las clases. Una vez cumplió 13 años, le dieron un tutor privado. Más tarde, fue aceptado en la Brit School para estudiar arte, donde en principio tuvo problemas con la disciplina, pero luego encontró su lugar.
Marshall ha dicho que fue examinado por muchos problemas de salud mental en el hospital Maudsley de Londres. Él afirma que esos exámenes hicieron mella en él; que los doctores, terapeutas y psicólogos se equivocaban todo el rato; que él los odiaba a todos; y que él se escondía en su habitación durante horas y horas. Se refiere a algunos de sus problemas, como la depresión y el insomnio, en alguna de sus letras.
Durante una entrevista para NPR, Marshall recordó que él a menudo creaba arte en distintas formas, ya que sus padres promovieron la creatividad en su infancia. Señaló que el arte visual era importante para él y dijo elabora cuidadosamente sus videos musicales y las carátulas de sus álbumes para que reflejen su particular sensibilidad estética.

## Carrera
Durante los años de Marshall en la Forest Hill School y luego en la Brit School junto al colaborador Jamie Isaac, entre 2008 y 2011, lanzó dos singles, como “Zoo Kid”. Creó un género musical llamado “Bluewave” y su forma se creó en el mixtape titulado U.F.O.W.A.V.E: En julio del 2011, Marshall comenzó a tocar bajo su nuevo apodo, King Krule, en un festival en Hyères, Francia. Más tarde, en ese año, lanzó su EP homónimo. Al contrario que algunos informes, su nombre no está inspirado en el personaje de King K. Rool de la serie de videojuegos Donkey Kong Country, pero sí por King Creole de la película de Elvis Presley. 
En diciembre del 2012, la BBC anunció que él había sido nominado para la encuesta del Sound of 2013. 
King Krule sacó su álbum debut 6 Feet Beneath the Moon el 24 de agosto de 2013, en su decimonoveno cumpleaños. Más de la mitad de las canciones ya habían sido sacadas en sus EP. Eso le trajo protagonismo, especialmente en Estados Unidos, con actuaciones en Conan y en el Late Show with David Letterman.
En el 8 de enero del 2014, él lanzó un video para “A Lizard State” el cual ganó unas 800.000 visitas en YouTube.
En febrero del 2014 King Krule, apareció en la portada del número 90 de The Fader.
En diciembre de 2015, bajo el nombre de Archy Marshall, lanzó un álbum titulado A New Place 2 Drown, que incluye 12 canciones, un libro de 208 páginas de arte visual y texto, y un documental de diez minutos. Se juntó con su hermano, Jack Marshall, en este proyecto. En una entrevista con NPR, Marshall dijo que quería que el álbum tuviera un componente físico, así como algo para los ojos y los oídos. Lanzó el álbum bajo el nombre de Archy Marshall en lugar de King Krule para diferenciar entre los dos géneros musicales diferentes, ya que afirma que pensó en A New Place 2 Drown como un álbum de hip hop en lugar del sonido oscuro alternativo / jazz de 6 Feet beneath the moon.
Marshall fue a la NTS Radio, presentada por Mount Kimbie, y lanzó dos canciones bajo el nombre Edgar the Beatmaker. La primera canción no tiene título y la segunda se llama “When and Why”.
En agosto de 2017, Marshall sacó su nueva canción llamada “Czech One”. Este fue un lanzamiento de King Krule, el primero desde  su último lanzamiento, el álbum debut que sacó en 2013.
En septiembre de 2017, Marshall sacó una canción llamada “Dum Surfer”, bajo el nombre de King Krule.
El 13 de octubre de ese año, Marshall lanzó su segundo álbum completo, The Ooz bajo el nombre de King Krule. Este álbum incluye los sencillos sacados en los anteriores dos meses junto con otras 17 nuevas canciones. El álbum recibió críticas positivas, y fue el n.º 83 en el ranking de los álbumes más hablados del 2017 y el n.º 75 en el ranking de los álbumes más compartidos del 2017 de acuerdo con Metacritic. El álbum se colocó en el puesto 23 de 100 en el Official Chart Ranking y fue puntuado 8.7 de 10 en 56 rankings. El 13 de diciembre de 2017, Pitchfork lo nombró el mejor álbum de rock de 2017 y el tercer mejor álbum en general del 2017. Estuvo nominado a los IMPALA’s European Album of the Year Award.
El 8 de marzo de 2018, se subió una actuación en vivo de “The Ooz” al canal de YouTube de Molten Jets, que se llamó “King Krule – Live from the moon”. Esta actuación consistía en 8 canciones diferentes y fue dirigido por Ja Humby.

## Estilo musical e influencias
Muchos críticos y periodistas han notado la inusual trascendencia y apropiación de diversos géneros de King Krule. Su música ha sido descrita principalmente con derivados del jazz como el punk jazz y el jazz fusión, pero también como darkwave, post-punk y hip hop.  Los escritores también han señalado elementos del trip hop, jazz rap y dub en algunas de sus canciones. Jason Lymangrover de Allmusic afirma que sus canciones tienen principalmente forma de balada con acordes en séptima mayor, pero en contraste también hay un valor en la voz y personalidad de Archy, retratándolo como el tipo de niño al que sería fácil dar un golpe sin hacer preguntas.
Su música ha sido comparada con Morrissey y Edwyn Collins.  Está inspirado por influencias dispares como Elvis Presley, Gene Vincent, Josef K, Fela Kuti, J Dilla, Billy Bragg, Aztec Camera (su padrino es el exbaterista de la banda, Dave Ruffy), The Penguin Cafe Orchestra y Radiohead. Marshall dijo en una entrevista con The Guardian que comenzó su carrera musical con la influencia de The Pixies y The Libertines.

## Vida privada
Marshall se encuentra en una relación con la fotógrafa inglesa Charlotte Patmore. Patmore ha colaborado con él en proyectos de fotografía y videografía durante varios años, y ha estado directamente involucrado en varios de sus videos musicales. Quizás lo más significativo es el video de la canción Cadet Limbo (canción perteneciente al álbum de 2017, "The Ooz"
), que la propia Patmore dirigió y filmó.
El 14 de marzo del 2019 tuvieron su primera hija, Marina Marshall. Su nacimiento fue anunciado en un post de la cuenta de Instagram de Patmore, el 29 de marzo.

## Discografía

### Álbumes de estudio
| Álbum                                     | Detalles | Posiciones | Posiciones | Posiciones | Posiciones | Posiciones | Posiciones | Posiciones | Certificación |
| Álbum                                     | Detalles | RU         | AUS        | DIN        | FRA        | AL         | SWE        | US         | Certificación |
| ----------------------------------------- | --- | ---------- | ---------- | ---------- | ---------- | ---------- | ---------- | ---------- | ------------- |
| 6 Feet Beneath the Moon                   | - Lanzado: 26 de agosto de 2013 - Discográfica: XL/True Panther Sounds - Formatos: CD, LP, descarga digital, casete    | 65         | —          | 19         | 182        | 100        | 60         | 187        |               |
| A New Place 2 Drown (como Archy Marshall) | - Lanzado: 10 de diciembre de 2015 - Discográfica: XL/True Panther Sounds - Formatos: CD, LP, descarga digital, casete | —          | —          | —          | —          | —          | —          | —          |               |
| The Ooz                                   | - Lanzado: 13 de octubre de 2017 - Discográfica: XL/True Panther Sounds - Formatos: CD, LP, descarga digital, casete   | 23         | 51         | —          | 124        | —          | —          | 114        |               |
| Man Alive!                                | - Lanzado: 21 de febrero de 2020 - Discográfica: XL/True Panther Sounds - Formatos: CD, LP, descarga digital, casete   | —          | —          | —          | —          | —          | —          | —          |               |
| Space Heavy                               | - Released: 9 de junio de 2023 - Label: XL - Formats: CD, LP, digital download, cassette                               | 18         | —          | —          | 191        | —          | —          | —          |               |

### EP
- 2010: U.F.O.W.A.V.E. (autolanzado; como Zoo Kid)
- 2010: Out Getting Ribs/Has This Hit 7" – single (House Anxiety Records; como Zoo Kid)
- 2011: King Krule EP (True Panther)
- 2012: Rock Bottom/Octopus 12" single (Rinse)

### Otros
- 2014: City Rivims Mk 1 (autolanzado; con   Sub Luna City)[37]

### Aparición como invitado
| Título               | Año  | Artista(s)       | Álbum                        |
| -------------------- | ---- | ---------------- | ---------------------------- |
| "You Took Your Time" | 2013 | Mount Kimbie     | Cold Spring Fault Less Youth |
| "Meter, Pale, Tone"  | 2013 | Mount Kimbie     | Cold Spring Fault Less Youth |
| "So Sick Stories"    | 2014 | Ratking          | So It Goes                   |
| "Stackin' Skins"     | 2014 | Trash Talk, Wiki | No Peace                     |
| "Blue Train Lines"   | 2017 | Mount Kimbie     | Love What Survive'           |

## Premios
| Año  | Organización      | Premio                                 | Trabajo  | Resultado |
| ---- | ----------------- | -------------------------------------- | -------- | --------- |
| 2012 | BBC Sound of 2013 | Sound of 2013                          | Sí mismo | Nominado  |
| 2017 | IMPALA            | European Independent Album of the Year | The Ooz  | Nominado  |
| 2018 | Hyundai           | Mercury Prize                          | The Ooz  | Nominado  |